# جزء في المليون
جزء في المليون  في الفيزياء والكيمياء ( اختصاراً ppm وذلك من parts per million) يستعمل للتعبير عن نسب صغيرة جدا من مادة في مادة أخرى. فعلى سبيل المثال : نفترض أن متراً مكعباً من الماء وهو يتكون من مليون سنتيمتر مكعب من الماء (100 سم في 100 سم في 100 سنتيمتر = 1.000.000 سنتيمتر مكعب)، وأذبنا فيه سنتيمتر مكعب من الملح، فاننا نقول إن الماء يحتوي على ملح بنسبة 1 في المليون (ppm 1).

## بعض النسب الأخرى
- جزء في البليون : (parts-per-billion (ppb 10–9
- جزء في الترليون : 10–12) parts-per-trillion)

وتعتبر تلك النسب نسب مطلقة بمعنى أن ليس لها وحدات (حيث أننا نقسم جرامات/ جرامات أو حجما على حجم).
ويستخدمها الكيميائيون والفيزيائيون للتعبير عن نسبة تركيز مادة في مادة أخرى.

## اقرأ أيضا
- جزء مولي
- جزء في البليون
- ترميز جزء-في